# Songlines (Alphaville)
«Songlines» — это сборник видео, выпущенный немецкой группой Alphaville в 1989 году, созданный для их альбома 1989 года The Breathtaking Blue. Девяти известным режиссёрам (или творческим группам) было поручено снять короткометражный фильм, вдохновлённый одним из треков (десятая песня, Anyway, звучит в заключительных титрах).
Видео Кристофа и Вольфганга Лауэнштейнов на песню Middle of the Riddle позднее было переименовано в «Баланс» и в 1990 году удостоено премии «Оскар» за лучший анимационный короткометражный фильм (хотя уже и с другой музыкой).

## Список композиций
1. For a Million — 9:21 (режиссёр Александр Кайдановский, СССР)[3]
2. Romeos — 4:58 (режиссёр Йен Прингл, Австралия)
3. Middle of the Riddle — 5:00 (режиссёры Кристоф Лауэнштайн и Вольфганг Лауэнштайн, ФРГ)
4. Heaven or Hell — 3:38 (режиссёр Слободан Пешич, Югославия)
5. Ariana — 3:49 (режиссёры Рикки Эхолетт и Олаф Бассенбахер, Западный Берлин)
6. She Fades Away — 5:02 (режиссёр Мао Кавагути, Япония)
7. Summer Rain — 4:14 (режиссёр Сюзанна Бир, Дания)
8. Mysteries of Love — 5:02 (режиссёр Алекс Пройас, Австралия)
9. Patricia’s Park — 4:19 (режиссёр Годфри Реджио, США)
10. Anyway — 2:56